# Деніалізм
Деніалізм (англ. denial — заперечення) — форма світогляду, ґрунтована на запереченні реальності, що суперечить особистим переконанням індивіда. Відмова прийняти точку зору, що емпірично перевіряється, через небажання відмовитися від своєї власної. Деніалізм виражається у створенні і наслідуванні ірраціональних учень, що суперечать історичному досвіду, або що заперечує ту або іншу історичну подію.
Яскравими прикладами деніалізму є заперечення факту відвідування місяця американськими астронавтами, заперечення сферичності Землі і заперечення ВІЛ. До проявів деніалізму також можна віднести заперечення теорії еволюції і деяких історичних подій, відмову від вакцинації, заперечення глобального потепління.
Причиною виникнення такого світогляду може слугувати утрата довіри до влади і ЗМІ через побоювання, що вони щось приховують, дають неповну інформацію, або ж навмисно обманюють.
Друга ймовірна причина — незнання або невміння заповнювати прогалини в освіті, адже треба розуміти, що і де читати, і зрештою осмислювати прочитане. У разі, коли основним джерелом інформації є Інтернет, її якість за відсутності критичного мислення може бути сумнівною.
Деніалізм поширений у суспільстві на побутовому рівні. Наприклад, люди охоче купують «чудо-ліки» з рогів різноманітних (нерідко неіснуючих) тварин, тому що схильні довіряти цілителям, а не фармацевтам. Батьки можуть відмовлятися робити щеплення дітям через сумніви в ефективності і безпеці вакцинації.

## Поширені прийоми деніалістів
- Висмикування цитат вчених. Суть цього прийому в тому, що деніалісти посилаються на авторитетні наукові дані із заслуговуючих довіри джерел у марній спробі надати надійності своїм позиціям. Однак використання цитати поза контекстом призводить до спотворень первинного сенсу у вигідному для деніалістів напрямі. Контрзаходи: пошук первинної цитати, передрук з поясненнями як саме і чим відрізняється позиція учених і їх аргументи від того, що намагаються представити деніалісти.

- Заплутування, напускання туману, надання ореолу загадковості фундаментальним наукам. Неясно, чи робиться це навмисно або ні, але для багатьох деніалістів характерне низьке володіння науковим матеріалом. Вони часто не розуміють простих визначень, механізмів і наукових аргументів, роблять хибні висновки з наявних доказів. Контрзаходи: Максимально зрозуміле (як для дітей) пояснення елементарних наукових понять, передбачаючи імовірні заперечення. Вказання надійних джерел інформації, при цьому не акцентуючи на пропусках в знаннях опонентів.

- Плутанина з поняттями механізму (як воно діє?) і факту (є він або ні). Прийом полягає в перетасовуванні карт і спробі замінити справжню наукову дискусію про те, як щось відбувається, на псевдонаукову точку зору, немов би учені досі не визначилися в достовірності ідеї. Класичний приклад: креаціоністи, які наукові дискусії про методи і інструменти макроеволюції неправдиво представляють як обґрунтовані сумніви в походженні від загального предка. Контрзаходи: Пояснення, що учені завжди сперечатимуться про деталі, але кожен розсудливий учений, що бере участь у такій дискусії про механізми і інструменти, визнає факт еволюції, навіть якщо його уявлення про конкретний механізм відрізняються від уявлень інших учених.

- Створення ілюзії розбіжностей. Спроба створити ілюзію наукової суперечки (розбіжностей) там, де її немає. Контрзаходи: Пояснення, наскільки строгою і обґрунтованою є наука.

- Розіграш карти мученика. Замість того щоб приводити строгі докази або аргументи, деніалісти часто скаржаться на те, що їх переслідує офіційна влада, оскільки вони, на їх власну думку, критикують догми і підривають основи порядку, що склався. Надзвичайно часто прирівнюють себе до Галілея і Ейнштейна. Контрзаходи: Пояснення, що критика — не те ж саме, що переслідування, що наука процвітає на спростованих ідеях, які були замінені на інші ідеї, які краще описують реальність.

- Неправдивий баланс. Спроба скористатися справедливістю і представити справи так, що існують дві різні позиції, однаково гідні уваги. Це виражається у вимозі приділяти рівний час і увагу обом сторонам, а також вивчення протиріч між ними. Контрзаходи: Пояснення, що навіть якщо обидві позиції підкріплюються рівно вагомими аргументами, це не означає, що істина лежить між ними десь посередині. Іноді одна сторона просто помиляється, особливо якщо це не підкріплено доказами.

- Теорії змови та конспірологія. Для того, щоб пояснити деякі незручні факти або проблеми, деніалісти прибігають до теорій змов. Контрзаходи: Розповідь про бритву Генлона («ніколи не вбачайте злого наміру в тому, що цілком можна пояснити дурістю»). Пояснення, що рано чи пізно сталося б просочування інформації і що наслідки цього були б важко передбачувані і що ціна такої помилки була б занадто велика, щоб піти на такий ризик.

- Помилка на основі одного-єдиного дослідження. Використання нового і суто теоретичного (на рівні гіпотези) дослідження, яке доки ще не підкріплене, не повторене з метою спростування і не встановлює яку-небудь наукову парадигму. Контрзаходи: Пояснення, що одного-єдиного дослідження недостатньо, і щоб висновки стали вагомими і надійними, загальноприйнятими потрібні декілька ліній доказів, які зійдуться в одній точці, особливо це важливо коли брана під сумнів наукова теорія добре працює і є надійною.

- Надмірна акцентуація незначних помилок. Якщо деніалісти знаходять якусь помилку вчених (у науковому дослідженні або статті), то можуть представити цю помилку, як найважливіше в проєкті (дослідженні) і ставити під сумнів увесь проєкт. Контрзаходи: Вказання, що неумисні помилки, здійснені окремими ученими, не підривають довіри до усієї науки (дисципліни) в цілому, і що саме здатності науки до самокорекції і виправлення помилок призводить до виявлення таких помилок. Це свідчить про силу науки, а не про її слабкість.

## Події
- 2017 року в Північній Кароліні відбулась перша конференція прихильників теорії пласкої Землі. На неї приїхало 400 учасників. Проведене журналістами опитування показало, що більшість учасників почала вірити в теорію, переглядаючи відео на YouTube[1].